# Angelinae
Sous-famille
Les Angelinae  sont une sous-famille d'insectes de la famille des Mantidae.    

## Dénomination
La sous-famille a été décrite par l'entomologiste autrichien Max Beier en 1964 sous le nom d'Angelinae.

### Nom vernaculaire
- Angélinés en français.

## Liste des tribus et genres
Selon BioLib (2 juillet 2023) :
- genre Afrothespis Roy, 2006
- genre Cotigaonopsis Vyjayandi, 2009
- genre Tagalomantis Hebard, 1920
- tribu des Angelini Werner, 1908
  - genre AgrionopsisWerner, 1908
  - genre Angela Serville, 1839
  - genre Euchomenella de Haan, 1842
  - genre Indomenella Roy, 2008
  - genre Leptocola Gerstaecker, 1883
  - genre Mythomantis Giglio-Tos, 1916
  - genre Phasmomantella Vermeersch, 2018
  - genre Stenopyga Karsch, 1892
  - genre Thespoides Chopard, 1916